# Philibert Orry
Philbert Orry (Troyes, 22 gennaio 1689 – La Chapelle-Godefroy, 9 novembre 1747) è stato un politico francese.
Philibert fu il quinto figlio di Jean Orry, un economista. Durante la guerra di successione spagnola, Orry partecipò agli scontri in qualità di capitano della cavalleria. Solo in un secondo momento divenne membro del Parlamento di Parigi. 
Fu inoltre intendente per le città di Lilla (1715-1718), Soissons (1722-1727) e Perpignano (1727-1728).
Nel 1730 Orry fu nominato Controllore Generale delle Finanze da Luigi XV, unendo questa carica a quella di direttore generale del Bâtiments du Roi, ottenuta nel 1736, dopo la morte del duca d'Antin. Orry rimase Controllore Generale sino al 1745 e nel Settecento, divenne il ministro delle finanze che mantenne più a lungo la carica.
Abile economista, Orry introdusse la tassa dixième e riuscì, a fianco del cardinale Fleury, a raggiungere il pareggio del bilancio nel 1738. Seguendo le linee guida già adottate dal ministro di Luigi XIV Jean-Baptiste Colbert, Orry diede grande impulso allo sviluppo delle industrie nazionali di manifattura; celebre è il suo intervento nella produzione di porcellana nella città di Vincennes. Riorganizzando la flotta mercantile, il ministro incremento gli scambi con il Canada e l'India.
Come responsabile del Bâtiments du Roi, Orry decise che il Salon di Parigi fosse aperto al pubblico due volte l'anno e divenne uno dei protettori e mecenati della Académie royale de peinture et de sculpture con il titolo di vice-protecteur ottenuto nell'aprile 1737. I gusti artistici e l'operato di Orry furono duramente contestati da alcuni suoi contemporanei: il marchese d'Argenson, per esempio, parla di un gusto cattivo, quasi borghese, di Monsieur Orry. La scelta dei quadri del pittore Charles-Joseph Natoire, artista francese di carattere manierista per la decorazione de La Chapelle-Godefroy rivelano invece un sensibile gusto da parte di Orry. Inoltre, i due maggiori pittori francesi del tempo, François Boucher e Charles-André van Loo si trovavano entrambi all'estero. A dimostrazione del suo amore per l'arte, Orry possedete anche due dipinti di Antoine Watteau.
A livello di crescita interna, le vie di comunicazione furono migliorate ed ampliate e rappresentano uno dei maggiori traguardi della politica di Orry e del cardinale Fleury. I due crearono canali, come quelli che collegano i fiumi Oise e Somme ed ampliarono il fiume Schelda sino a farlo sfociare nei Paesi Bassi. 
In pochi anni, la Francia divenne il paese meglio organizzato come sistema stradale in Europa. Anche a livello edilizio ci fu una enorme crescita. Città come Parigi, Bordeaux, Rennes, Nîmes, Nantes, Rouen crebbero e divennero da città medievali, centri moderni grazie alla costruzione di piazze, palazzi, edifici pubblici.
Nel 1745, a causa della feroce opposizione della favorita di Luigi XV, Madame de Pompadour, Orry fu costretto a dimettersi, come molti suoi colleghi.
Orry fu tesoriere dell'Ordine dello Spirito Santo dal 1743 alla sua morte, avvenuta nel 1747.